# Bahattin Köse
Bahattin Köse (Ahlen, Nyugat-Németország, 1990. augusztus 26. –) német születésű török labdarúgó, az élvonalbeli Akhisar Belediyespor csatára.